# Peru op de Olympische Zomerspelen 1936

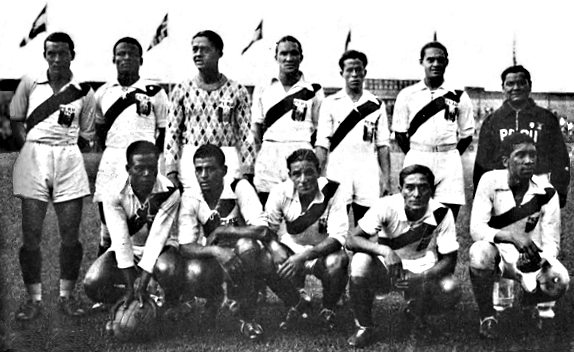
Peruaans voetbalteam op de Olympische Zomerspelen 1936

Peru debuteerde officieel op de Olympische Zomerspelen tijdens de Olympische Zomerspelen 1936 in Berlijn, Duitsland. Eerder in 1900 zou ook een Peruviaan op de Spelen hebben meegedaan, maar dit wordt niet officieel door het IOC erkend.

## Deelnemers en resultaten

### Atletiek
| Olympiër              | Discipline               | Resultaat    | Prestatie                     |
| --------------------- | ------------------------ | ------------ | ----------------------------- |
| Antonio Cuba          | 100m (m)                 | series       | serie 4: 5de                  |
| Antonio Cuba          | 200m (m)                 | DNS          | serie 3: niet gestart         |
| Antonio Cuba          | 400m (m)                 | DNS          | serie 2: niet gestart         |
| Carlos Marcenaro      | 800m (m)                 | series       | serie 2: 6de in 2.00,8        |
| Francisco Valdez      | 800m (m)                 | series       | serie 1: 7de                  |
| Carlos Marcenaro      | 1500m (m)                | DNS          | niet gestart                  |
| Francisco Valdez      | 1500m (m)                | series       | serie 4: 11de                 |
| José Farías           | marathon (m)             | 42e          | 3:33.24,0                     |
| Gabriel Mendoza       | marathon (m)             | 26e          | 2:57.17,8                     |
| Guillermo Suárez      | marathon (m)             | 35e          | 3:08.18,0                     |
| Max Berendson         | verspringen (m)          | kwalificatie |                               |
| Carlos de la Guerra   | verspringen (m)          | kwalificatie |                               |
| Guillermo Chirichigno | polsstokhoogspringen (m) | 29e          | kwalificatie: 29ste met 3,50m |

### Basketbal
| Olympiër | Discipline | Resultaat | Prestatie                                                                                               |
| --- | ---------- | --------- | --- |
| Antonio Flecha Antonio Oré Armando Rossi Miguel Godoy Luis Jacob Manuel Arce José Carlos Godoy Rolando Bacigalupo Willy Dasso Roberto Rospigliosi Fernando Ruiz | mannen     | 7e        | 1ste ronde: W van Egypte: 35-22 2de ronde: W van China: 29-21 3de ronde: vrij kwartfinale: niet gestart |

### Boksen
| Olympiër        | Discipline   | Resultaat | Prestatie    |
| --------------- | ------------ | --------- | ------------ |
| Pedro Rodríguez | -50,8kg (m)  | DNS       | niet gestart |
| Máximo Valdez   | -57,15kg (m) | DNS       | niet gestart |
| Zacarías Flores | -66,68kg (m) | DNS       | niet gestart |
| Eulogio Quiroz  | -79,38kg (m) | DNS       | niet gestart |

### Moderne vijfkamp
| Olympiër       | Discipline      | Resultaat | Prestatie                    |
| -------------- | --------------- | --------- | ---------------------------- |
| José Escribens | individueel (m) | DNF       | paardensport: niet gefinisht |

### Schermen
| Olympiër       | Discipline | Resultaat | Prestatie    |
| -------------- | ---------- | --------- | ------------ |
| José Escribens | sabel (m)  | DNS       | niet gestart |
| Víctor Flores  | sabel (m)  | DNS       | niet gestart |

### Schietsport
| Olympiër     | Discipline             | Resultaat | Prestatie  |
| ------------ | ---------------------- | --------- | ---------- |
| Jorge Patiño | 50m geweer liggend (m) | 51e       | 287 punten |

### Schoonspringen
| Olympiër        | Discipline   | Resultaat | Prestatie      |
| --------------- | ------------ | --------- | -------------- |
| Alfredo Alvarez | 3m plank (m) | DNF       | niet gefinisht |

### Voetbal
| Olympiër | Discipline | Resultaat | Prestatie                                                                            |
| --- | ---------- | --------- | ------------------------------------------------------------------------------------ |
| Adelfo Magallanes Alejandro Villanueva Arturo Fernández Carlos Tovar Jorge Alcalde José Morales Juan Valdivieso Orestes Jordán Segundo Castillo Teodoro Alcalde Teodoro Fernández Víctor Lavalle Andrés Álvarez Raúl Chappell Eulogio García Pedro Ibáñez Enrique Landa Víctor Marchena Miguel Pacheco Guillermo Pardo Arturo Paredes Carlos Portal | mannen     | 5e        | 1ste ronde: W van Finland: 7-3 kwartfinale: W van Oostenrijk: 4-2* replay: walk-over |

- De match moest herspeeld worden omwille van een invasie van supporters op het veld. Het team van Peru ging hier echter tegen in beroep en koos ervoor om het toernooi te verlaten toen dit mogelijk was.

### Wielersport
| Olympiër                                                          | Discipline            | Resultaat | Prestatie                                                  |
| Baan                                                              | Baan                  | Baan      | Baan                                                       |
| ----------------------------------------------------------------- | --------------------- | --------- | ---------------------------------------------------------- |
| José Mazzini                                                      | sprint (m)            | 17e       | 1ste ronde serie 10: V van DEN Magnussen herkansingen: 3de |
| Weg                                                               |                       |           |                                                            |
| Manuel Bacigalupo                                                 | wegwedstrijd (m)      | 39-94e    |                                                            |
| Gregorio Caloggero                                                | wegwedstrijd (m)      | 39-94e    |                                                            |
| José Mazzini                                                      | wegwedstrijd (m)      | 39-94e    |                                                            |
| César Peñaranda                                                   | wegwedstrijd (m)      | 39-94e    |                                                            |
| Gabriel Sarris                                                    | wegwedstrijd (m)      | onbekend  |                                                            |
| César Peñaranda Gregorio Caloggero José Mazzini Manuel Bacigalupo | wegwedstrijd team (m) | onbekend  |                                                            |

### Zwemmen
| Olympiër                                                                                       | Discipline            | Resultaat | Prestatie              |
| ---------------------------------------------------------------------------------------------- | --------------------- | --------- | ---------------------- |
| Arturo Álvarez Calderón                                                                        | 100m vrije slag (m)   | 38e       | serie 1: 7de in 1.04,9 |
| Walter Ledgard Jiménez                                                                         | 100m vrije slag (m)   | DNS       | serie 3: niet gestart  |
| Juan Paz                                                                                       | 100m vrije slag (m)   | 39e       | serie 5: 5de in 1.05,6 |
| Walter Ledgard Jiménez                                                                         | 400m vrije slag (m)   | 15e       | serie 6: 2de in 5.05,5 |
| Daniel Carpio                                                                                  | 100m rugslag (m)      | DNS       | serie 4: niet gestart  |
| Conrado Kuhn                                                                                   | 200m schoolslag (m)   | DNS       | serie 4: niet gestart  |
| Alfredo Álvarez Calderón Arturo Álvarez Calderón Walter Ledgard Jiménez Juan Paz Daniel Carpio | 4x200m vrije slag (m) | DNS       | serie 3: niet gestart  |

Afghanistan · Argentinië · Australië · België · Bermuda · Bolivia · Brazilië · Brits-Indië · Bulgarije · Canada · Chili · Colombia · Costa Rica · Denemarken · Duitsland · Egypte · Estland · Filipijnen · Finland · Frankrijk · Griekenland · Groot-Brittannië · Hongarije · IJsland · Italië · Japan · Joegoslavië · Letland · Liechtenstein · Luxemburg · Malta · Mexico · Monaco · Nederland · Nieuw-Zeeland · Noorwegen · Oostenrijk · Peru · Polen · Portugal · Republiek China · Roemenië · Tsjecho-Slowakije · Turkije · Uruguay · Verenigde Staten · Zuid-Afrika · Zweden · Zwitserland